# Francisco Javier Jasso (Oaxaca)
Francisco Javier Jasso es una comunidad en el Municipio de Matías Romero Avendaño en el estado de Oaxaca. Francisco Javier Jasso está a 57 metros de altitud. 

## Geografía
Está ubicada a 17° 4' 32.16" latitud norte y 94° 32' 38.76" longitud oeste.

## Población
Según el censo de población de INEGI del 2010: la comunidad cuenta con una población total de 456 habitantes, de los cuales 215 son mujeres y 241 son hombres. Del total de la población 163 personas hablan alguna lengua indígena.

## Ocupación
El total de la población económicamente activa es de 157 habitantes, de los cuales 149 son hombres y 8 son mujeres.